# Identyfikator (programowanie)
Identyfikator – podstawowa jednostka leksykalna określonego języka programowania, tworzona przez programistę zgodnie ze składnią danego języka programowania, służąca identyfikacji i odwoływaniu się do określonego elementu kodu źródłowego. Tak rozumiane pojęcie identyfikatora można przez analogię porównać do pojęcia nazwy własnej lub symbolu, ale stosowanej w programowaniu, odnoszącej się do konkretnego, odrębnego obiektu programu. Słowo identyfikator wywodzi się od słowa identyfikować i do języka polskiego zapożyczone zostało z języków obcych.

## Zastosowanie identyfikatorów
Identyfikatory stosuje się do nazwania i identyfikacji takich elementów programu jak:
- stałe
- zmienne
- typy
- etykiety
- pola struktur i klas
- parametry
- podprogramy (procedury, funkcje, metody, makra)
- klasy
- moduły, pakiety, biblioteki itp.
- programy
- i innych dostępnych w danym języku lub systemie programowania.

## Tworzenie identyfikatorów
Tworzenie identyfikatorów w określonym języku programowania odbywa się w oparciu o reguły określone w składni danego języka programowania. Powiązanie identyfikatora z określonym elementem następuje w deklaracji. W poszczególnych językach zasady są różne, przy czym różnice te dotyczą:
- dopuszczalnych znaków, z których można tworzyć identyfikator,
- dopuszczalnej długości identyfikatora,
- liczby znaków znaczących (branych pod uwagę przez translator) w identyfikatorze,
- dopuszczalnych znaków, od których może rozpoczynać się identyfikator,
- rozróżniania wielkich i małych liter.

Najczęściej spotykane przypadki to:
- identyfikatory mogą składać się z: liter, znaku podkreślenia ("_") i cyfr, przy czym pierwszy znak identyfikatora nie może być cyfrą,
Poprawne identyfikatory: _A, identyfikator, zz12, a1b2_c3, ala_ma_kota.
Niepoprawne ciągi: 12w, as y, 12_AS.
Przykładowe języki programowania: C[4][5][6][7], C++[8][7], Pascal[9][10], PL/1[11][12], PL/M[13][14], Modula-2[15] i wiele innych.
- identyfikator może składać się z dowolnych znaków,
Przykładowe języki programowania: Forth[16][17]
- identyfikator może być jednym z określonych w składni słowem (ciągiem znaków), dotyczy to nielicznych, historycznych lub specjalizowanych języków.

Przykładowe języki programowania: asembler MOTIS dla Mera 300.
Poprawne identyfikatory (MOTIS): Q1, Q2 ... Q77.
W większości języków programowania składnia określa listę słów kluczowych. Słowa te, mimo że najczęściej spełniają kryteria wynikające z zasad tworzenia identyfikatorów w danym języku programowania, są w większości przypadków, słowami zastrzeżonymi służącymi identyfikacji instrukcji i nie mogą być stosowane jako identyfikatory, np. C, C++, Pascal.
- Przykłady w języku Pascal[9][10]: while, if, then i inne
- Przykłady w języku C[4][5][6][7][8]: while, if, switch, break i inne

Istnieją jednak języki programowania o tak skonstruowanej składni, że słowa kluczowe nie są zastrzeżone i mogą być stosowane jako identyfikatory, choć nie jest to zalecane ze względu na złą czytelność kodu źródłowego. Tak jest np. w języku PL/1:
```
/* przykład w PL/1 */
DECLARE WHILE DECIMAL FLOAT (8);
…
DO WHILE (WHILE<0);
   …
END;

```

Podobnie jest w języku C#, w którym prefix @ pozwala na identyfikatory będące słowami kluczowymi, co pozwala na wykorzystywanie kodu napisanego w innych językach:
```
/* przykład w C# */

int
 
@while
 
=
 
8
;

while
 
(
@while
--
 
>
 
0
)

{

   
…

}

```

## Etykiety
W wielu językach tworzenie etykiet różni się od zasad tworzenia identyfikatorów dla innych elementów programu. W tym zakresie mogą występować następujące przypadki:
- etykietę tworzy się tak jak identyfikator
- etykieta może być:
  - identyfikatorem
  - innym określonym ciągiem znaków
- zasady tworzenia identyfikatorów są całkowicie odmienne od zasad tworzenia identyfikatorów (np. Basic[20][21], w którym etykietami są numery wierszy).

Na przykład w języku Pascal etykietą może być identyfikator lub ciąg znaków składający się z cyfr, przy czym zera znaczące nie mają wpływu na wartość etykiety („0011” jest tą samą etykietą co „11”).